# Luise Schenck
Luise Auguste Henriette Schenck (* 14. Juni 1839 in Elmshorn; † 25. Oktober 1918 Hamburg) war eine deutsche Schriftstellerin.

## Leben
Luise Schenck war die Tochter eines bekannten Rechtsanwalts aus Elmshorn. Wie ihre zwei Brüder und vier Schwestern erhielt sie eine für bürgerliche Kinder übliche geschlechtsspezifische Erziehung. In ihrem Elternhaus trafen sich Freunde und Verwandte des Bildungsbürgertums. Ihr Patenonkel August Friedrich Schenck war ein erfolgreicher Kunstmaler, zu dem sie engere Kontakte pflegte. Gemeinsam mit ihrem Onkel reiste Luise Schenck in den 1850er und 60er Jahren mehrfach ausgiebig innerhalb Europas sowie später nach Südamerika. Hier wohnte sie bei ihrem Bruder in Montevideo. In den 1870er Jahren arbeitete sie als Sprachlehrerin und Erzieherin in Brasilien.
Nach ihrer Rückkehr nach Hamburg verfasste sie 1885 das Buch Lose Blätter aus Brasilien, das im zeithistorischen Kontext der bildungsbürgerlichen Reisekultur gehalten war. Die Reiseerzählungen umfassten in ungewöhnlicher Zusammenstellung Berichte und Tagebucheinträge, Novellen und romantische Gedichte, die mitunter übersetzt waren. Durch das Buch machte Schenck Bekanntschaft mit Gustav Freytag, mit dem sie sich anfreundete. In der Folgezeit schrieb Schenck weitere Erzählungen, so 1887 die Brasilianischen Novellen. Die übrigen Geschichten befassten sich nahezu ausschließlich mit ihrer Heimatregion und deren Historie.
In den letzten Jahrzehnten ihres Lebens wohnte Schenck an wechselnden Orten: nach Aufenthalten in Wiesbaden und Friedrichsrode lebte sie in Hamburg und Altona. Schenck übernahm die Pflege ihrer Mutter und mehrerer Schwestern und konnte aus diesem Grund mehrere Jahre nicht schreiben. Da die Einkünfte aus der schreibenden Tätigkeit als alleinstehende Frau nicht ausreichten, arbeitete Schenck auch als Sprachlehrerin und Übersetzerin. Schenck war zwar mit den seinerzeit prominenten Schriftstellern Timm Kröger und Otto Ernst bekannt; es gelang ihr jedoch nicht, literarische und finanzielle Anerkennung von Verlegern zu gewinnen.
Nach ihrem Tod ließen ihr Neffe Ernst Barlach und ihre Schwester Bertha einen Grabstein in Form eines aufgeschlagenen Buchs anfertigen. Das Grab der Schriftstellerin befindet sich auf dem Friedhof Diebsteich in Altona-Nord.